# Plutonia parryi
Plutonia parryi is een slakkensoort uit de familie van de Vitrinidae. De wetenschappelijke naam van de soort is voor het eerst geldig gepubliceerd in 1896 door Gude.